# 哈罗德·品特
哈罗德·品特 CH CBE（1930年10月10日—2008年12月24日），英國劇作家及劇場導演，他的著作包括舞台劇、廣播、電視及電影作品。品特的早期作品經常被人們归入荒誕派戲劇。他也是2005年諾貝爾文學獎的获得者。

## 早年生平及劇作
品特出生于倫敦哈克尼區一个犹太工人家庭，曾就讀於當地學校，並短暫於皇家戲劇藝術學院就讀。年輕時，品特曾出版其詩作；並以藝名「大衛·巴倫」 (David Baron) 作登台演出。他的首部劇本《一间房子》 （The Room），于1957年由布里斯托爾大學學生演出。
1958年品特完成《生日派對》（The Birthday Party）一剧，儘管《星期日泰晤士報》的演藝評論家 Harold Hobson給該劇不錯的評價，但公众反应不佳。不過隨著1960年《看門人》（The Caretaker）一劇的成功，讓品特聲名大噪後，《生日派對》再次受人關注。這些劇的情節往往把一些無傷大雅的情況，逐漸變壞成荒誕的局面，劇中人物的行為有時令觀眾、甚至劇中其他角色費解。于是這兩部劇作，連同其他如《回鄉》（The Homecoming）等早期作品，有時被稱為“威胁喜劇”，归入荒诞派戏剧，品特本人也於早期就深受荒诞派戏剧代表人物塞繆爾·貝克特的影響，後來兩人更成為深交。品特於1966年獲司令勳章。

## 新路線
品特於1970年代起有更多機會導演，於1973年他成為國立皇家劇院的副導演。他後期的劇作都比較短，題材也比較政治化，往往在諷諭強權壓迫。品特也於該時期開始對政治直言不諱，明顯地採取左翼立場。他繼續把侵犯人權及強權壓迫等議題放在公眾視線上。品特常寄函於英國《衛報》及《獨立報》等報章。
於1985年品特跟美國劇作家亞瑟·米勒造訪土耳其，並與許多政治壓迫的受害者見面。在美國大使館一項向米勒致敬的活動中，品特並沒有跟其他客人寒暄，反而談論被壓迫者的生殖器官遭受電擊的場面，結果被趕出館外。米勒也隨同他一起離場，以示支持。品特於土耳其所見到的迫害，及對庫爾德語的抑制，成為了1988年劇作 《山脉语言》（Mountain Language）的靈感。
1999年品特對北約參加科索沃戰爭大表不滿。他也公開反對美國攻擊阿富汗及2003年的美伊戰爭。2002年他獲得名譽勳位（此前他曾拒絕爵士头衔）。他是RESPECT聯盟的支持者。於2005年他宣佈將退出劇壇，投身政治活動。2005年10月，瑞典文學院宣佈品特為2005年諾貝爾文學獎得主，颁奖理由是：「揭示了日常絮談中的危機、強行打開了壓迫的封閉房間。」12月7日，品特因病住院不能亲自到斯德哥尔摩发表获奖演说。但是他在事先录制的讲话中，严厉抨击了英国和美国的外交政策，还说布什和布莱尔应该就入侵伊拉克接受国际法庭的审讯。

## 電影作品
品特的首部電影劇本 The Servant 寫於1962年。其後他也為 The Go-Between 以及法國中尉的女人等電影編寫劇本。他也為馬塞爾·普魯斯特的《追憶逝水年華》寫出電影劇本，不過該劇從未拍成電影。他有數部舞台劇作也被搬上大銀幕：如《看門人》（The Caretaker，1963年）、《生日晚会》（The Birthday Party，1968年）、《回鄉》（The Homecoming，1973年）及《背叛》（Betrayal，1983年）。

## 私人生活
1977年，品特因為移情別戀，與妻子離異，惹來不少緋聞。他於1978年寫成的劇作《背叛》（Betrayal）有時被看成這段新戀情的描繪，但其實是根據他早年與一位電視女主持人的七年愛情而寫。
他也因為劇場導演彼得·霍爾1983年出版的日記裡經常把品特寫成醉漢而鬧翻，不過兩人後來修好。
品特熱愛板球，是 Gaieties Cricket Club 的主席；他同時也是國家世俗協會的榮譽準會員。

## 逝世
品特在2008年平安夜逝世，他的第二任妻子在12月25日對外宣布，享壽78歲的他已經因癌症過世。

## 劇作
- The Room (1957)
- 生日派對 The Birthday Party (1957)
-  The Dumb Waiter (1957)
- A Slight Ache (1958)
- The Hothouse (1958)
- 看門人 The Caretaker (1959)
- Sketches (1959)
  - The Black and White
  - Trouble in the Works
  - Last to Go
  - Request Stop
  - Special Offer
  - That's Your Trouble
  - That's All
  - Interview
  - Applicant
  - Dialogue Three
- A Night Out (1959)
- Night School (1960)
- The Dwarfs (1960)
- The Collection (1961)
- 情人The Lover (1962)
- Tea Party (1964)
- 回鄉 The Homecoming (1964)
- The Basement (1966)
- Landscape (1967)
- Silence (1968)
- Sketch: Night (1969)
- 今之昔Old Times (1970)
- Monologue (1972)
- 無人之境 No Man's Land (1974)
- 背叛 Betrayal (1978)
- Family Voices (1980)
- Victoria Station (1982)
- A Kind of Alaska (1982)
- Sketch: Precisely (1983)
- One For the Road (1984)
- Mountain Language (1988)
- The New World Order (1991)
- Party Time (1991)
- Moonlight (1993)
- 從灰燼至灰燼 歸於塵土 Ashes to Ashes (1996)
- Celebration (1999)
- Sketch: Press Conference (2002)

## 散文
- Kullus (1949)
- The Dwarfs (1952-56)
- Latest Reports from the Stock Exchange (1953)
- The Black and White (1954-55)
- The Examination (1955)
- Tea Party (1963)
- The Coast (1975)
- Problem (1976)
- Lola (1977)
- Short Story (1995)
- Girls (1995)
- Sorry About This (1999)
- God's District (1997)
- Tess (2000)
- Voices in the Tunnel (2001)

## 詩作
- War (2003)

## 译介

### 台灣
- 劉會梁/譯，《品特戲劇選集：看房子的人，重回故里》，台北市：驚聲文物，1970年。
- 顏元叔/主編，《哈諾德‧品特戲劇選集》，台北市：淡江大學，1989年。

### 中國大陸
- 送菜升降机，华明译，译林出版社，2010年。
- 归于尘土，华明译，译林出版社，2010年。

## 外部連結
- 哈洛·品特官方網站（页面存档备份，存于）
- 民間大劇院：品特生平（页面存档备份，存于）
- Harold Pinter在互联网电影资料库（IMDb）上的資料（英文）